# Peter Schmidt (Fußballspieler, 1943)
Peter Schmidt (* 3. Dezember 1943) ist ein ehemaliger österreichischer Fußballspieler.

## Karriere
Peter Schmidts Profikarriere begann beim Wiener Sport-Club in der Nationalliga. In den Jahren 1966 und 1967 kam er zu zwei Einsätzen in der österreichischen Nationalmannschaft und wechselte 1968 nach Deutschland zum Bundesligisten 1. FC Kaiserslautern. Dort bestritt er acht Ligaspiele, davon nur eines von Beginn an. 1969 folgte die Rückkehr nach Österreich, wo er sich dem LASK Linz anschloss.

### Statistik
| Liga                     | Spiele (Tore) |
| ------------------------ | ------------- |
| Bundesliga (Österreich)  | 130 (19)      |
| Bundesliga (Deutschland) | 08 0(0)       |